# Réversibilité (informatique)
Pour les articles homonymes, voir réversibilité.
La réversibilité en informatique est la possibilité, pour un client ayant sous-traité son exploitation à un infogérant, de récupérer ses données à l'issue d'un contrat. On parle de clause de réversibilité,. 

## Problématique
Une entreprise ayant sous-traité (externalisé) tout ou une partie de son exploitation informatique à un prestataire peut vouloir (pour des raisons techniques, économiques ou stratégiques) changer de prestataire ou réinternaliser les bases de données et les traitements associés. Cette opération n'est pas forcément simple techniquement, et il importe de l'avoir prévu contractuellement au préalable. Si la clause n'a pas été prévue dans le contrat, le client ne peut compter que sur l’obligation légale de collaboration (article 1134 du code civil)
La réversibilité s’entend dans le cadre de contrat de gestion externalisée et totale du système informatique par une seule société, qui tient le rôle que tiendrait un service informatique en interne pour la société cliente. En cas de rupture du contrat, le prestataire informatique doit permettre à son successeur d'assurer la reprise de la gestion du système informatique du client en lui transmettant les informations utiles dont il dispose. Évidemment, le prestataire repreneur ne devrait pas exiger la ré-appropriation de l’ensemble des connaissances acquises par le prestataire au cours de la durée du contrat, bien que cela soit fréquemment le cas à cause d'un manque de normalisation et d'harmonisation de l'utilisation du terme de "réversibilité". La faisabilité de la réversibilité implique que le prestataire informatique ait mis en œuvre des solutions standards.
La clause de réversibilité doit être prévue avant la signature du contrat et implique généralement une contrepartie financière. Cette clause assure une sécurité à la société cliente de ne pas être totalement dépendante de son prestataire informatique en cas de rupture ou fin de contrat, même si ce dernier s'achève de façon conflictuelle.

## En France
Selon le code des marchés publics en France, la réversibilité se définit comme « l'opération de retour de responsabilité technique, par lequel le pouvoir adjudicateur reprend les prestations qu'il avait confiées au titulaire du marché d'infogérance arrivant à terme. ».

## Exemple de problème de réversibilité
Le parti politique français UMP ayant voulu récupérer sa base de données hébergée par Oracle Corporation à l'issue de son contrat de Cloud computing, s'est retrouvé confronté fin 2012 à une problématique liée - selon Oracle - à un bug rendant impossible l'exportation des données. Le plaignant a cependant eu gain de cause face à Oracle, qui avait indiqué qu'il ne garantissait pas que ses services étaient « exempts d'erreurs ni qu'il les corrigerait ».